# Loving You Is Sweeter Than Ever
"Loving You Is Sweeter Than Ever" is een single van de Amerikaanse soul- en R&B-groep Four Tops. Het nummer is de tweede en laatste single, na "Shake Me, Wake Me (When It's Over), afkomstig van het derde album van de groep, "On Top" genaamd. In tegenstelling tot zijn voorganger en nog eerdere nummers van de Four Tops, zoals "Baby I Need Your Loving" en "Something about You", wist "Loving You Is Sweeter Than Ever" niet de top 40 in de Verenigde Staten te bereiken. Het bleef daar namelijk hangen op nummer 45 en was daarmee de single die een reeks van vijf topveertighits achter elkaar van de groep onderbrak. Daarentegen had het nummer veel groter succes in het Verenigd Koninkrijk. Daar bleef de single uiteindelijk steken op nummer 21. Daarmee was "Loving You Is Sweeter Than Ever" de grootste hit in Groot-Brittannië. Dit duurde overigens niet lang, want de opvolger van de single, "Reach Out, I'll Be There", werd er een nummer 1-hit en daarmee de succesvolste single ooit van de Four Tops in het Verenigd Koninkrijk.
"Loving You Is Sweeter Than Ever" was een van de weinige singles van de Four Tops uit het begin van carrière bij Motown dat niet geschreven werd door het songwriterstrio Holland-Dozier-Holland. Wel hield Brian Holland, lid van het drietal, toezicht tijdens de productie van het nummer. De producer was Ivy Jo Hunter. Hij schreef ook aan het nummer, dit samen met Motown artiest Stevie Wonder. Naast dat Wonder meeschreef aan het nummer was hij ook de drummer tijdens de opname van het nummer. Er bestaan overigens twee producties van "Loving You Is Sweeter Than Ever". Degene waar Holland toezicht ophield werd uitgebracht als single, maar Ivy Jo Hunter liet nog een versie opnemen zonder Holland, omdat hij vond dat Holland te veel aan het nummer veranderde, waardoor het nummer niet meer zo was als dat Hunter het in gedachten had.
Het onderwerp van "Loving You Is Sweeter Than Ever" is dat de verteller, leadzanger Levi Stubbs in de originele versie, zijn geliefde complimenteert en vertelt over hoe gelukkig hij samen met haar is. De achtergrondzangers zijn de overige leden van de Four Tops. Bij veel opnames van de groep werden ook The Andantes, een vrouwelijke achtergrondzanggroep van Motown, gebruikt, maar "Loving You Is Sweeter Than Ever" is daar een uitzondering op.
Ondanks dat "Loving You Was Sweeter Than Ever" geen grote hit was op de belangrijkste markt van de Four Tops, de Amerikaanse, werd het nummer toch populair onder andere artiesten. "Loving You Is Sweeter Than Ever" werd later heel vaak gecoverd door artiesten als Elton John samen met Kiki Dee, Marvin Gaye, The Supremes, Michael MacDonald, Brian Ferry, Eric Clapton en The Band. Ook de B-kant, het nummer "I Like Everything about You", werd later door andere artiesten opgenomen. Een van hen was een andere mannengroep van Motown, The Contours genaamd.

## Versie Van Nick Kamen
Nick Kamen in 1987 publiceerde een cover van het lied.
Het lied won de eerste plaats in Italië.

## Bezetting
- Leadzang: Levi Stubbs
- Achtergrond: Lawrence Payton, Abdul "Duke" Fakir en Renaldo "Obie" Benson
- Instrumentatie: The Funk Brothers en Stevie Wonder op drums
- Schrijvers: Stevie Wonder en Ivy Jo Hunter
- Productie: Ivy Jo Hunter